# 3257 Hanzlík
3257 Hanzlík là một tiểu hành tinh vành đai chính với chu kỳ quỹ đạo là 1233.3854838 ngày (3.38 năm).
Nó được phát hiện ngày 15 tháng 4 năm 1982.